# Der Sonnenstich

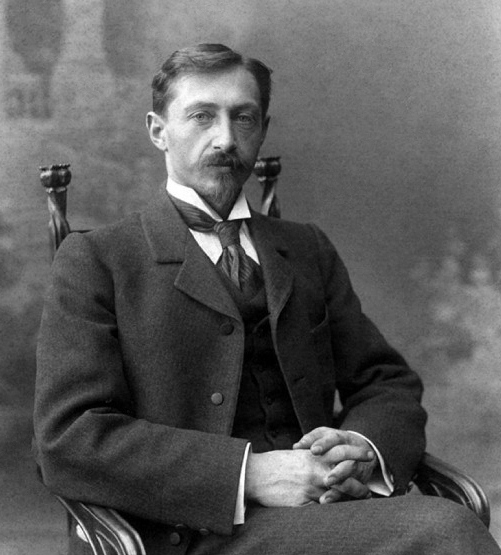
Iwan Bunin im Jahr 1901 auf einem Foto von Maxim Dmitrijew

Der Sonnenstich (russisch Солнечный удар, Solnetschny udar) ist eine Kurzgeschichte des russischen Nobelpreisträgers für Literatur Iwan Bunin, die 1925 in den Meeralpen entstand und 1926 in den Pariser Sowremennyje sapiski erschien.

## Inhalt
Hochsommer in Südrussland: Jene kleine junge Frau mit dem kräftigen, braungebrannten Körper gibt ihren Namen nicht preis. Von Anapa kommend, hat sie schließlich einen Dampfer wolgaaufwärts genommen und vor ein paar Stunden auf der Heimreise in die Stadt zu ihrer dreijährigen Tochter und zu ihrem Mann Samara hinter sich gebracht. Dort in Samara ist wohl der junge Leutnant – der mit dem „von der Sonne gebleichten Schnurrbart und dem bläulichen Weiß der Augen“ – zugestiegen, dessen Drängen sie nachgegeben hat. Ohne große Überredungskunst gelingt es dem der Reisenden wildfremden Militär, sie zu einer abendlichen Fahrtunterbrechung am nächsten Unterwegshalt in einer kleinen Kreisstadt an der Wolga zu überreden. Die körperliche Begegnung des Paares in dem stickigen Hotelzimmer beginnt sozusagen mit einem heftigen Aufeinanderprall der beiden Leiber und verläuft dann weiter in einer Liebesnacht, deren Beschreibung Iwan Bunin übergeht. Am nächsten Morgen fährt die junge Frau – „frisch wie eine Siebzehnjährige“ – mit dem nächsten Dampfer weiter. Die Frau findet eine Erklärung für die Fahrtunterbrechung. Höchstwahrscheinlich hatten beide tags zuvor an Deck einen Sonnenstich bekommen. Der Leutnant will mitreisen. Die junge fröhlich-vernünftige Dame setzt sich durch. Der Leutnant muss auf ihr Geheiß das nächste Schiff nehmen. Er bringt sie an Bord, küsst die nordwärts Reisende vor aller Augen auf den Mund und bleibt den Tag über brav vor seiner Weiterreise in jenem Kreisstädtchen. Was er auch an diesem einen Tag anstellt – es will dem tief Unglücklichen nicht in den Kopf, dass er diese schöne Unbekannte nicht mehr sehen darf. Soll die unerwartete, übergroße Liebe für immer und ewig vorbei sein? Den Namen ihres Wohnortes weiß er; mehr aber auch nicht. Das Glück war allzu groß nach dem Sonnenstich. Abends an Deck seines Dampfers, auf der Weiterreise flussaufwärts, kommt er sich zehn Jahre älter vor.

## Rezeption
- 1995 Borowsky[4] zitiert einen russischen Kritiker, der seinerzeit in der Pariser Emigration den Text ob seiner „Lichterfülltheit“ sowie ob des geschilderten „Liebesglücks und -leids“ überschwänglich gelobt hatte. Borowsky meint zudem, die Schuld an dem Verstoß gegen die bürgerliche Moral werde nicht dem ehebrecherischen Paar, sondern kurzerhand der südlichen Sonne zugewiesen. Und während dieser Verstoß für die Frau weiter nichts als ein rasch vergessener Seitensprung gewesen sei, thematisiere Iwan Bunin eigentlich die tiefe Trostlosigkeit des alleingelassenen Leutnants.

## Deutschsprachige Ausgaben
- Der Sonnenstich. Deutsch von Ilse Tschörtner. S. 183–192 in: Karlheinz Kasper (Hrsg.): Iwan Bunin: Dunkle Alleen. Erzählungen 1920–1953. 580 Seiten. Aufbau-Verlag, Berlin 198

Verwendete Ausgabe:
- Der Sonnenstich. S. 116–126 in: Iwan Bunin: Der Sonnenstich. Erzählungen. Übersetzt und herausgegeben von Kay Borowsky. 150 Seiten. Reclam, Stuttgart 1995 (RUB 9343), ISBN 3-15-009343-0